# Ene Hățu
Ene Hățu din Celaru, județul Dolj a fost un haiduc, a cărui ceată haiducea prin Romanați, poterele evitând să-l urmărească, căci se spune că lega în hațuri oamenii poterelor și arnăuții prinși și îi supunea la chinuri teribile, de acolo venindu-i și porecla. Foarte puțini aveau curajul să se apropie de el, ura poterașii și arnăuții mai mult decât pe boieri. Nu se știu motivele cruzimii și nesecatei dorințe de răzbunare a lui Hățu împotriva arnăuților și poterașilor, dar se pare ca ei și familiile lor și nu boierii, constituiau ținta lui principală.
În 1821, la apelul lui Iancu Jianu, s-a alăturat pandurilor lui Tudor Vladimirescu. Apoi în 1848 intră cu ceata lui de haiduci între revoluționarii lui Popa Șapcă.